# The Base (Band)
The Base ist eine dreiköpfige österreichische Indie-Rock-Band aus Graz.

## Geschichte
Das Grazer Trio The Base formierte sich 1989 aus den Trümmern der Mittelschulband Carello Kocmoc. Die Gründungsmitglieder waren Norbert Wally (* 16. Mai 1970 in Graz), Karlheinz Miklin jun. (* 15. Jänner 1971 in Klagenfurt) und Heinz Nussbaumer. Erst mit dem 4-Track-Debüt Jet Crash Kills (1996) erreichte die Band österreichweite Bekanntheit und Airplay auf nationalen Radiostationen. Der erste Longplayer Ducks and Diners mit elf Liedern erschien 1999.
2002 verließ Heinz Nussbaumer die Band und Albrecht Klinger (* 1. Februar 1965 in Linz) stieg als Bassist ein. Im Dezember 2002 folgte mit Toasted@TiB eine Live-Aufnahme, die bei einem Auftritt im Grazer Theater im Bahnhof mitgeschnitten und 15 Minuten nach dem Konzert verkauft wurde. Im selben Jahr wurde in Graz und Wien die „Gunter-Falk-Gala“ in Zusammenarbeit mit dem Theaterregisseur Hubsi Kramar aufgeführt. 2003 nahmen The Base Sunday Morning Rituals auf. Anfang 2006 folgte mit Things to Remember / Ways to Forget ein Doppel-Album, das eine CD mit ruhigen und eine mit härteren Liedern vereint.
Nach dem Erscheinen des Best-of-Albums 15 for the Jukebox, zahlreichen Live-Konzerten (u. a. in London, sowie als Vorband der amerikanischen Indie-Folk-Band Firewater und mit Element of Crime) brachten The Base 2009 16 Songs in Self Defense heraus, das The Base massives Airplay und eine Nominierung unter den Top 5 des Amadeus Awards einbrachte. Im Februar 2011 erschien Tested Under Extreme Conditions und im Februar 2013 das bis dato erfolgreichste Album der Band Secret Second Thoughts. Im März 2015 folgt Where Is My Weather.

## Diskografie
- 1996: Jet Crash Kills (edel)
- 1998: The End of the 20th Century Depression
- 1999: Ducks and Diners (sbf)
- 2002: Toasted@TiB
- 2003: SundayMorningRituals
- 2006: Things to Remember / Ways to Forget (ixthuluh)
- 2008: 15 for the Jukebox (monkey)
- 2009: 16 Songs in Self Defense (fm-music)
- 2011: Tested Under Extreme Conditions (nubabel)
- 2013: Secret Second Thoughts (konkord)
- 2015: Where Is My Weather (konkord)
- 2017: Disco Bazaar (konkord)
- 2019: Tribal Instincts (konkord)
- 2022: Lick a Stone Kill a Fly (konkord)

## Filmmusik
- 2008: Schlimmer gehts nimmer (Regie: David Unger)
- 2008: The Making of Futbol (Regie: Michael Ostrowski)
- 2009: Im Auto (Steirischer Episodenfilm, Projekt: Britta Lang)
- 2009: Contact High (Regie: Michael Glawogger)
- 2012: Die Lebenden (Regie: Barbara Albert)
- 2013: Der König von Deutschland (Regie: David Dietl)
- 2014: Landkrimi – Die Frau mit einem Schuh (Regie: Michael Glawogger)

## Theater und Performances
- 2002: Gunter-Falk Gala, Regie: Hubsi Kramar
- 2002: Live-Recording und Herstellung der schnellsten CD aller Zeiten (Toasted@TiB wurde im Theater im Bahnhof live eingespielt, vor Ort gemixt, gemastert, gelayoutet und 20 Minuten nach dem Auftritt vor Ort verkauft)
- 2010: Liveband beim Improcup 2010 des Theater im Bahnhof
- 2011: Auftritt im Burgtheater Wien mit Element of Crime am 17. März
- 2013: Auftritt in der Spanischen Hofreitschule Wien am 28. Juni

## Auszeichnungen
- 2008: Bestes Video (Not My Dog, Johanna Moder) bei „Kinder der Iris“ (intro spection graz)
- 2008: Gewinner der „Rockin Movie Awards“ (Not My Dog) des Landes Steiermark
- 2009: Top-5-Nominierung bei den Amadeus Awards mit dem Album 16 Songs in Self Defense
- 2013: Bestes Video (Scooter Boy, Henx) bei „Kinder der Iris“ (intro spection graz)